# Hibernian Park
Hibernian Park - dawny stadion piłkarski w Edynburgu, Wielka Brytania. Obiekt został zbudowany w 1880 roku dla Hibernian F.C., który przeniósł się na niego z parku The Meadows. Obiekt służył klubowi do czasu wybudowania Easter Road Stadium, który został otwarty w 1892. Stadion położony był w miejscu, gdzie obecnie rozciąga się Bothwell Street.